# Makita

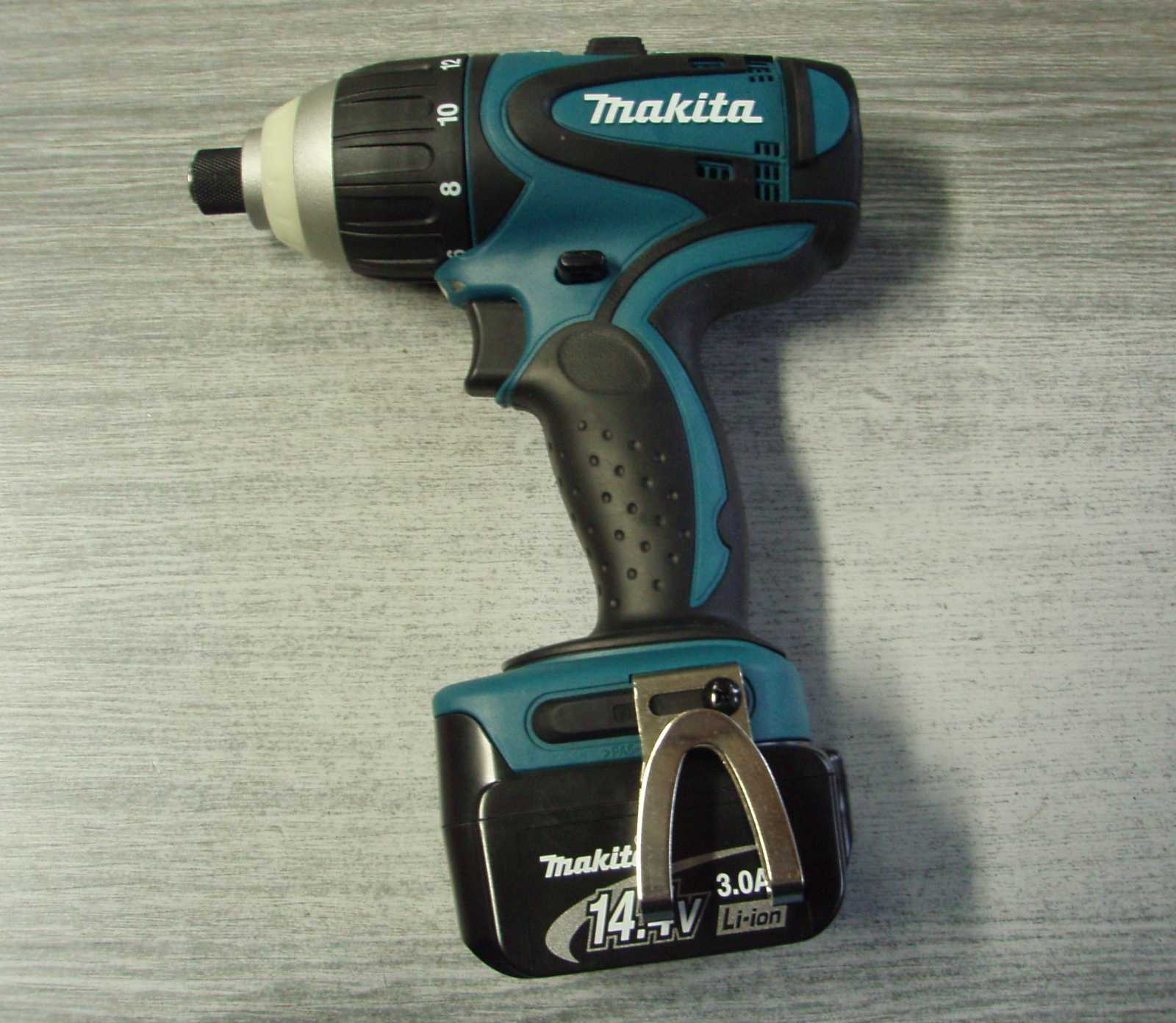
Slagskruvdragare från Makita

Makita är en japansk tillverkare av elektriska handverktyg. Företaget grundades 1915 och har idag (2007) fabriker i Japan, Kina, USA, Kanada, Mexiko, Brasilien, Tyskland och Storbritannien.